# Yuniesky Quezada Pérez
Yuniesky Quezada Pérez (Província de Villa Clara, 31 de juliol de 1984), és un jugador d'escacs cubà, que té el títol de Gran Mestre des de 2005. Representa actualment els Estats Units d'Amèrica
A la llista d'Elo de la FIDE de l'abril de 2023, hi tenia un Elo de 2590 punts, cosa que en feia el jugador número 21 (en actiu) dels Estats Units, el 34è millor d'Amèrica, i el 238è millor jugador mundial. El seu màxim Elo va ser de 2655 punts, a la llista de juliol de 2004 (posició 96 al rànquing mundial).

## Resultats destacats en competició
El 2003 guanyà de manera sorprenent el fort XVI Memorial Carlos Torre a Mérida (Mèxic), superant diversos jugadors de l'elit mundial. El 2008 guanyà el Campionat de Cuba. El mateix any, jugà la final del XXI Memorial Carlos Torre, que perdé contra Alexander Onischuk. El 2011, repetí triomf al Campionat de Cuba. També el 2011 va empatar al primer lloc (amb Lázaro Bruzón, Mark Bluvshtein i Giovanni Vescovi) al Torneig Continental Americà a Toluca.
Els desembre de 2015 fou 1-4t del Memorial Carlos Torre amb 7 punts de 9, els mateixos punts que el campió Lázaro Bruzón.
El febrer de 2016, fou subcampió de Cuba després de perdre la final davant Leinier Domínguez.

### Participació en olimpíades d'escacs
Quezada ha participat, representant Cuba, en cinc Olimpíades d'escacs entre els anys 2004 i 2012, amb un resultat de (+18 =19 –9), per un 59,8% de la puntuació.